# Glenn Pakulak
Glenn Adam Pakulak Jr. (Pontiac, 9 aprile 1980) è un giocatore di football americano statunitense.

## Carriera

### A livello universitario
Ha giocato con i Kentucky Wildcats squadra rappresentativa dell'università del Kentucky.

### Nella NFL

#### Seattle Seahawks (2003)
Al draft NFL 2003 non è stato selezionato, ma poi è stato preso dai rookie non selezionati dai Seattle Seahawks. Il 27 luglio è stato svincolato.

#### Con i Pittsburgh Steelers (2003)
Il 4 agosto è stato preso dagli Steelers dai giocatori svincolati, venendo nuovamente svincolato due settimane dopo.

#### Con gli Atlanta Falcons (2004)
Il 5 febbraio del 2004 ha firmato con i Falcons, ma prima dell'inizio della stagione regolare il 15 agosto è stato svincolato. Nessuna squadra lo ha messo sotto contratto per la stagione 2005.

#### Oakland Raiders ed esperienza in Europa (2006-2007)
Dopo esser rimasto fermo per tutta la stagione 2005, il 19 gennaio 2006 ha firmato con i Raiders. Dopo poco viene collocato nella squadra degli Amsterdam Admirals della ormai defunta NFL Europe.
Il 28 agosto è stato svincolato.

#### Passaggio ai Tennessee Titans (2007)
Il 13 gennaio 2007 ha firmato con i Titans, dove viene successivamente ricollocato negli Amsterdam Admirals per il secondo anno.

#### Con i Chicago Bears (2008)
Il 29 gennaio 2008 ha firmato con i Bears, venendo però svincolato il 1º giugno successivo.

#### Seconda volta con gli Oakland Raiders (2008)
Il 13 agosto 2008 firma nuovamente per i Raiders ma il 30 dello stesso mese viene scartato.

#### New Orleans Saints ed esordio (2008-2009)
Il 28 ottobre ha firmato con i Saints, con cui debutta nella NFL il 9 novembre, contro gli Atlanta Falcons indossando la maglia numero 4. Si tratta della sua prima presenza nel campionato in 6 anni.
Il 27 agosto 2009 è stato svincolato.

#### Con i New York Jets (2009)
Il 28 agosto 2009 ha firmato con i Jets ma dopo poco, esattamente il 2 settembre viene svincolato.

#### Con i Washington Redskins (2009-2010)
Il 6 ottobre ha firmato con i Redskins, per poi essere svincolato sei giorni dopo, il 12. Il 15 rientra in rosa con la squadra di allenamento.

#### Con i San Diego Chargers
Il 31 agosto 2010 ha firmato con i Chargers, senza mai scendere in campo durante la stagione.

#### Secondo ritorno agli Oakland Raiders
Il 5 gennaio 2011 ha firmato per la 3ª volta con i Raiders. Il 3 settembre è stato svincolato.

## Statistiche
| Partite totali                | 10 |
| Partite totali da titolare    | 0  |
| Punt fatti                    | 37 |
| Punt nelle 20 yard avversarie | 7  |